# FLX
FLX är ett svenskt produktionsbolag som gör reklamfilm, TV och långfilm. Bolaget ägs av Felix Herngren och SF Studios. De har bland annat producerat TV-program som Solsidan, Torpederna, Bonusfamiljen, Störst av allt, Welcome to Sweden, Inte OK, Bert, och långfilmerna Hundraåringen som klev ut genom fönstret och försvann och Hundraettåringen som smet från notan och försvann.
Produktionsbolaget representerar reklamfilmsregissörerna Felix Herngren, Måns Herngren, Tova Magnusson, Bill Schumacher, Gustaf Åkerblom, Linda Callenholt, Daniel Hallberg, Crazy Pictures, Eddie Åhgren, Amanda Adolfsson, Susanne Thorsson, Jonas Wallerström och Molly Nutley.

## Historik
FLX grundades 2007 av Felix Herngren och Ylva Axéll, som kom från Tre vänner. År 2011 lämnade Axell företaget och Herngren blev ensam ägare.
År 2013 gick Pontus Edgren (tidigare vd för Jarowskij), Niclas Carlsson (tidigare creative director vid Lowe Brindfors) och Bonnierkoncernen (via Nordic Broadcasting/Bonnier Growth Media) in som delägare. Edgren blev samtidigt ny VD. År 2021 lämnade Carlsson bolaget och år 2023 lämnade Edgren bolaget.
År 2019 blev SF Studios (en del av Bonnierkoncernen) majoritetsägare i bolaget.
År 2024 blev Joshua Mehr ny VD för bolaget efter nio år som Head of Business Affairs.

## Produktioner

### Film
- 2013 – Hundraåringen som klev ut genom fönstret och försvann[8]
- 2016 – Hundraettåringen som smet från notan och försvann[9]
- 2017 – Solsidan[9]
- 2020 – Berts dagbok[10]
- 2020 – Se upp för Jönssonligan (C More)[11]
- 2022 – Comedy Queen (C More)[12]
- 2022 – Dag för dag (C More)[13]
- 2022 – Länge leve bonusfamiljen[14]
- 2024 – Äkta skräck
- 2024 – Strul (Netflix)
- 2024 – Jönssonligan kommer tillbaka[15]
- 2025 – Ett ärligt liv (Netflix)[16]
- 2025 – Bert sabbar allt

### TV
- 2010–2023 – Solsidan (TV4)[17]
- 2014 – Taxi (SVT)
- 2014–2015 – En clown till kaffet (Kanal 5)
- 2014–2015 – Welcome to Sweden (TV4)[18]
- 2014–2015 – Inte OK (TV3)
- 2014–2017 – Torpederna (TV4)[19]
- 2015 – Boy Machine (TV4)[20]
- 2015–2023 – Barncancergalan – Det svenska humorpriset (Kanal 5)[21]
- 2016 – Toppmötet (SVT)[17]
- 2017–2021 – Bonusfamiljen (SVT)[22]
- 2017 – Felix möter Ingvar Kamprad (TV4)[23]
- 2017 – Småstaden (TV4)[24]
- 2017 – Grotesco (SVT)[25]
- 2017–2019 – Enkelstöten (TV4 / C More)[26]
- 2018 – Herngrens husbil (Sjuan / TV4 Play)[27]
- 2018 – Andra åket (SVT)[28]
- 2018–2023 – Sjölyckan (TV4 / C More)[29]
- 2019 – Störst av allt (Netflix)[30]
- 2019 – Fartblinda (TV4 / C More)[31]
- 2019 – Luuk & Hallberg (SVT)[32]
- 2020 – Kärlek & anarki (Netflix)[33]
- 2020–2021 – Lasse-Majas detektivbyrå (TV4 / C More)[34]
- 2021 – Bert (C More)[35]
- 2021 – Den osannolika mördaren (Netflix)[36]
- 2021 – Folk med ångest (Netflix)[37]
- 2022–2024 – Komiker utan gränser (SVT)
- 2022 – Likea (C More)[38]
- 2022 – Vi i villa (Kanal 5 / Discovery+)[39]
- 2022 – Vuxna människor (C More)[40]
- 2022 – Mörkt hjärta (Discovery+)[41]
- 2022 – Toppen (Prime Video)[42]
- 2022 – Meningen med livet (Viaplay)[43]
- 2023 – Leva life (Viaplay)[44]
- 2024 – Astrid Lindgrens älskade filmer (TV4)
- 2024 – Camilla Hamids bakresa: Marocko (SVT)
- 2024 – Ufo-mysteriet med Felix Herngren (TV4)
- 2024 – Jana – Märkta för livet (Prime Video)[45]
- 2024 – Snödrömmar (julkalender SVT)[46]
- 2024 – Genombrottet (Netflix)[47]
- 2025 – Stenbeck (SVT)[48]
- 2025 – Där solen alltid skiner (SkyShowtime)

## Priser
- Det svenska Humorpriset, Årets komedi 2023, Vuxna Människor[49]
- Kristallen, Årets Barnprogram 2022, LasseMajas Detektivbyrå[50]
- Kristallen, Årets Drama 2019, Störst av Allt[51]
- Kristallen, Årets Humorprogram 2019, Enkelstöten[52]
- Det svenska Humorpriset, Årets Humorprogram, Grotesco, 2018[53]
- Nordiske seriedager Awards, Best Comedy, Grotesco, 2018[54]
- Rose D'or, Best Comedy, Grotesco, 2018[55]
- Riagalan, Årets Programidé scripted, Grotesco, 2018[56]
- Kristallen, Årets TV-Drama, Bonusfamiljen, 2017[57]
- Kristallen, Årets Humorprogram, Torpederna, 2017
- Riagalan, Årets Programidé, Bonusfamiljen, 2017[58]
- Guldbaggen, Biopublikens Pris, Hundraettåringen som smet från notan och försvann, 2017
- Det svenska Humorpriset, Årets Humorprogram 2016, Solsidan
- Bästa program av 25 år på TV4, Solsidan, 2015[59]
- Golden Nymph, Bästa internationella komediserie, Welcome to Sweden säsong 1, 2015 [60]
- Banff, Sitcom, Welcome to Sweden säsong 1, 2015
- Kristallen, Årets Humorprogram, Solsidan, 2014
- Guldbaggen, Biopublikens Pris, Hundraåringen som klev ut genom fönstret och försvann, 2014 [61]
- Kristallen, Årets Humorprogram, Solsidan, 2011
- Kristallen, Årets Humorprogram, Solsidan, 2010
- Kristallen, Årets Program, Solsidan, 2010[62]